# 哈德森鎮區 (密歇根州麥基諾縣)
哈德森鎮區（英語：Hudson Township）是位於美國密歇根州麥基諾縣的一個行政鎮區。

## 地方資料
哈德森鎮區的面積為179.80平方千米，當中陸地面積為178.10平方千米，而水域面積為1.70平方千米。根據2020年美國人口普查的數據，當地共有人口193人，而人口密度為每平方千米1.07人。